# Alfréd Haar

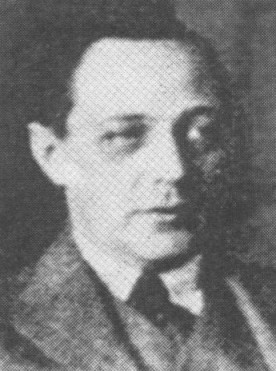
Alfréd Haar

Alfréd Haar [ˈɒlfreːd haːr] (* 11. Oktober 1885 in Budapest, Österreich-Ungarn; † 16. März 1933 in Szeged) war ein ungarischer Mathematiker.

## Leben
Haar studierte ab 1904 in Göttingen und promovierte 1909 bei Hilbert zum Thema Zur Theorie der orthogonalen Funktionensysteme. Nach einigen Jahren als Assistent in Göttingen wurde er 1912 an die Universität von Kolozsvár (heute Cluj-Napoca in Rumänien) berufen. Nach einem Zwischenspiel in Budapest ging er nach dem Ersten Weltkrieg nach Szeged, wohin die Universität Kolozsvár nach der Abtretung Siebenbürgens an Rumänien durch Ungarn infolge des Vertrags von Trianon verlegt worden war. In Szeged arbeitete er eng mit Frigyes Riesz zusammen.
Haar arbeitete über partielle Differentialgleichungen, Tschebyschow-Approximationen und insbesondere über topologische Gruppen. Das heute nach ihm benannte Haarsche Maß ist die Übertragung des Lebesgue-Maßes auf lokalkompakte Gruppen. Nach ihm ist auch das Haar-Wavelet und in der Approximationstheorie der Haar-Raum benannt.

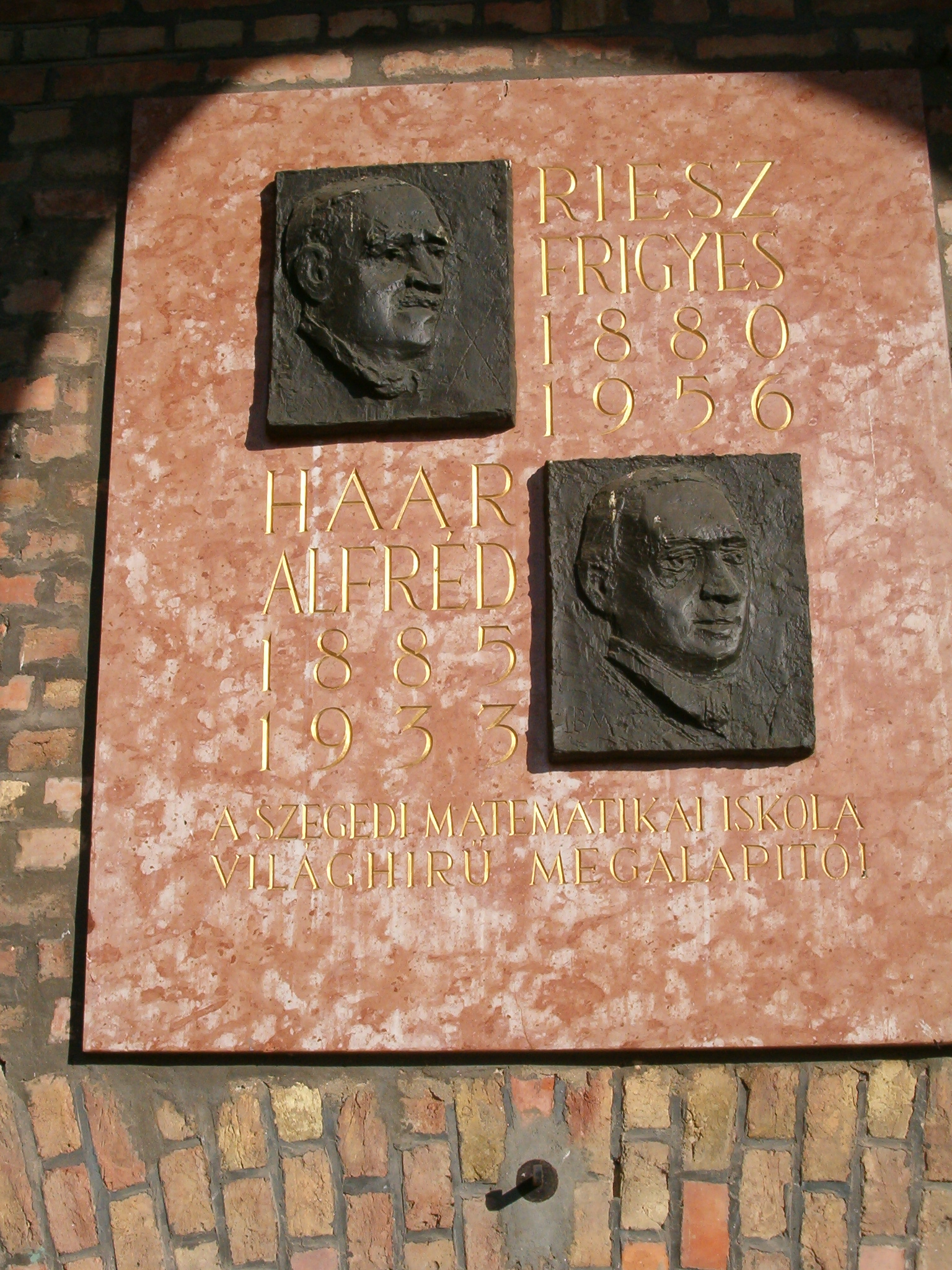
Gedenkplatte an der Universität Szeged

## Ehrungen
Der Asteroid (24907) Alfredhaar wurde nach ihm benannt.